# Aina
Aina — прогрессив-метал группа, созданная Сашей Паэтом с участием ряда приглашенных музыкантов, среди которых Гленн Хьюз, Михаэль Киске и Кэндис Найт. Результатом их совместных трудов стала метал-опера Days of Rising Doom, которая была выпущена в 2003 году под лейблами Transmission и The End Records. Идея создания метал-оперы принадлежит Аманде Сомервилль, которая также является автором текста песен. Музыка была написана Робертом Ханэке-Риззом (Robert Hunecke-Rizzo). По прошествии 10 лет после выхода оперы Паэт заявил о том, что не планирует возобновлять проект.

## История
Проект стартовал в 2002 году и был сразу серьезно воспринят лейблом. В состав проекта вошло несколько выдающихся музыканты и исполнителей. Саша Паэт — продюсер, аранжировка гитары и бас-гитары. Аманда Сомервилль — история и тексты песен. Разносторонне талантливый Роберт Ханэке-Риззо отвечал за ударные, гитары и бас-гитары. Михаэль "Миро" Роденберг был ответственным за клавишные, аранжировку и дополнительные звуковые эффекты. Не обошлось и без знаменитостей. В проекте поучаствовали такие известные личности как Йенс Йоханссон (Stratovarius, Yngwie Malmsteen), Эрно Вуоринен (Nightwish), Томас Янгблад (Kamelot), Дерек Шеринян (Dream Theater) и Эрик Норландер (Lana Lane).
Аманде Сомервилль удалось закончить написание основной сюжетной линии за одну ночь, несмотря на то, что долгое время не было никакого прогресса. После объединения Робертом, Амандой и Миро проект стал быстро набирать обороты. Как только была завершена доработка текстов песен и написание музыки к ним, встал вопрос о подборе вокалистов. Выбор Саши пал на его друзей и знакомых исполнителей, таких как Тобиас Заммет (Edguy, Avantasia) и Андрэ Матос (Angra, Shaman). Позже были приглашены такие легенды метала, как Гленн Хьюз (Deep Purple, Black Sabbath) и Кэндис Найт (Blackmore’s Night), Михаэль Киске (Helloween, Unisonic), Марко Хиетала (Nightwish, Tarot), Олаф Хайер (Luca Turilli) и другие.
Запись проходила в Gate studio в Вольфсбурге. Проект выпускался в формате упаковки из двух CD и одного DVD, а также буклета на 60 с лишним страниц.

## Дискография

### Диск 1 —Days of Rising Doom(2003)
1. «Aina Overture» — 2:01
2. «Revelations» — 5:29
3. «Silver Maiden» — 5:00 вокалист: Michael Kiske
4. «Flight Of Torek» — 5:21 вокалист: Tobias Sammet
5. «Naschtok Is Born» — 4:39
6. «The Beast Within» — 3:17
7. «The Siege Of Aina» — 6:50
8. «Talon’s Last Hope» — 6:10
9. «Rape Of Oria» — 3:05
10. «Son Of Sorvahr» — 2:58
11. «Serendipity» — 4:04 вокалист: Михаэль Киске
12. «Lalae Amer» — 4:13
13. «Rebellion» — 4:01 вокалист: Гленн Хьюз
14. «Oriana’s Wrath» — 6:13
15. «Restoration» — 4:55

### Диск 2 —The Story Of Aina(2003)
1. «The Story Of Aina» — (инструментальная) — 15:08
2. «The Beast Within» — (сингл-версия) — 3:43
3. «Ve Toura Sol-Rape Of Oria» — (версия Айнае) — 3:05
4. «Flight Of Torek» — (сингл-версия) — 3:33
5. «Silver Maiden» — (альтернативная версия) — 4:59
6. «Talon’s Last Hope» — (демо) — 5:46
7. «The Siege Of Aina» — (сингл-версия) — 3:55
8. «The Story Of Aina» — 15:08[2]
9. «Oriana’s Wrath» — (альтернативная версия) (бонус дорожка японского издания) — 6:11

## Состав

### Создатели
- Саша Паэт (Heavens Gate, Luca Turilli, Rhapsody of Fire, Kamelot) — продюсер
- Аманда Сомервилль (HDK, Epica, Kamelot) — история и тексты песен, вокал (девичий голос и совесть Орианы)
- Роберт Ханэке-Риззо (Heavens Gate, Luca Turilli, Rhapsody of Fire, Kamelot) — автор музыки, ударные, гитара и бас
- Михаэль "Миро" Роденберг (Heavens Gate, Luca Turilli, Rhapsody of Fire, Kamelot) — аранжировка, клавишные

### Роли
Вокалисты
- Гленн Хьюз (Deep Purple, Black Sabbath) — Талон
- Михаэль Киске (ранее Helloween, Unisonic) — Рассказчик
- Андрэ Матос (ранее Shaaman, Angra, и Symfonia) — Тиран
- Кэндис Найт (Blackmore’s Night) — Ория
- Сасс Джордан — Ориана
- Тобиас Заммет (Edguy, Avantasia) — Рассказчик
- Марко Хиетала (Nightwish, Tarot) — Syrius
- Себастьян Томсон — Рассказчик
- Дэмиан Вилсон (Ayreon, Star One, Landmarq, Threshold) — Король Таэтиус
- Томас Рэттке (Heavens Gate) — Торек (Сорвар)
- Олаф Хайер (Luca Turilli) — Бактук
- Цинзиа Риззо (Luca Turilli, Rhapsody, Kamelot) — оперный и бэк-вокал
- Раннвейг Сиф Зигурдардоффир (Luca Turilli) -— оперный вокал
- Симона Симонс (Epica) — Меццо-Сопрано
- Оливер Хартманн (ранее At Vance) и Херби Лангханс (Luca Turilli, Seventh Avenue) — Пророки
- А также The Trinity School Boys Choir (хор мальчиков школы Trinity) — Ангельский хор Айнае
  - под руководством Дэвида Свинсона

Музыканты
- Олаф Рейтмэйер (Virgo) — акустическая гитара в «Revelations» и «Serendipity»
- Дерек Шеринян (ранее Dream Theater) — клавишное соло в «The Siege of Aina»
- Йенс Юханссон (Stratovarius, Yngwie Malmsteen, Majestic, Dio) — клавишное соло в «Revelations»
- Т.М. Стивенс (Steve Vai, Tina Turner) — Бас в «Son of Sorvahr»
- Аксель Нашке (Gamma Ray) — орган в «Son of Sorvahr»
- Эрно Вуоринен (Nightwish, Altaria) — гитарное соло в «Rebellion»
- Томас Янгблад (Kamelot, Ian Parry) — гитарное соло в «Lalae Amêr»
- Эрик Норландер (Ayreon, Ambeon, Lana Lane) — клавишное соло в «Rebellion»

## Обзоры
- Aina — обзор от Rock Hard — рейтинг 9,5
- Aina — обзор от Metal Hammer — рейтинг 6/7